# Mondsee (obec)
Mondsee je obec v rakouském regionu Salzkammergut, v hornorakouském okrese Vöcklabruck, na severním konci jezera Mondsee, asi 20 km východně od Salcburku. V obci se nachází bývalý benediktinský klášter, založený roku 748, s velkým barokně přestavěným kostelem. Klášterní budovy byly po zrušení kláštera přestavěny na zámek, dnes hotel.

## Historie
Na břehu jezera Mondsee se našly zbytky sídlišť z 2. a 3. tisíciletí př. n. l. a bylo zde sídliště v římské době, spojené silnicí s Juvavem (dnešním Salcburkem). Kolem roku 600 se zde začali usazovat Bavoři a roku 748 založil bavorský vévoda Odilo klášter Mondsee, nejstarší v Horních Rakousích. První mniši přišli patrně z Monte Cassino, možná i ze Salcburku, ale na založení kláštera v Kremsmünsteru se už podíleli i zdejší mniši. Kolem roku 788 zde vznikl tzv. Tassilův žaltář a krátce po roce 800 tzv. Mondseeský Matouš, nejstarší biblický překlad do němčiny. Kolem roku 800 se Mondsee stalo říšským opatstvím a přijalo benediktinskou řeholi.
Klášter i kostel byl pak znovu vybudován v románském slohu a přes všechny další přestavby (pozdně gotická klenba, barokní přestavby po roce 1740) si tuto středověkou podobu zachoval. Z původního kostela z 8. století se zachovala kamenná deska, zazděná v předsíni kostela vedle římských náhrobních kamenů. Z 11. století pochází mramorový náhrobek opata Konráda na levém sloupu hlavní lodi. Roku 1506 přešlo Mondsee z bavorského do habsburského panství a roku 1514 zde vzniklo gymnázium. Za císaře Leopolda II. byl klášter roku 1791 zrušen a přestavěn na zámek. Od roku 1867 sem začali přijíždět turisté, roku 1872 vyplul první parník a roku 1891 se Mondsee spojilo se světem i železnicí.
V obci je kromě toho národopisné muzeum, muzeum prehistorických sídlišť a muzeum místní dráhy.